# Àngel Blanch i Reynalt
Àngel Blanch i Reynalt (Castelló d'Empúries, 1907 - Montpeller, 15 de juliol del 1965) fou un músic i compositor català.
Germà del també compositor Josep Blanch i Reynalt, va ser instrumentista de la cobla La Principal de la Bisbal entre els anys 1948 i 1958, i era trombonista i director de la Cobla Barcelona quan va morir de resultes d'un accident de trànsit en un desplaçament de la cobla a Oleta. Havia fet de professor de violí. Va ser pare del músic i compositor Rafael Blanch i Via.
Va compondre les sardanes Bell Port de la Selva (1957), Dues amigues (1952), En Claudi i l'Esteve (1956), Fadrina bonica (1946), La festa del barri (1942), Idil·li mariner, La Marieta dels cabells daurats (1957), Maria (1947), Nosaltres dos, El nostre Rafel (1958), Pluja menuda (1950), Roser bonica, Sant Daniel de Tordera, Sant Llorenç de Morunys, Vents estranys (1949). També fou autor del ballable Mi salteño: pericón (1960).